# United Press International Player of the Year
Lo United Press International Player of the Year è stato un premio conferito ogni anno dalla United Press International al miglior giocatore del Campionato NCAA di pallacanestro. Istituito nel 1955, il premio è stato assegnato fino al 1996.

## Vincitori
- 1955 - Tom Gola,  La Salle Explorers
- 1956 - Bill Russell,  S. Francisco Dons
- 1957 - Chet Forte,  Columbia Lions
- 1958 - Oscar Robertson,  Cincinnati Bearcats
- 1959 - Oscar Robertson,  Cincinnati Bearcats
- 1960 - Oscar Robertson,  Cincinnati Bearcats
- 1961 - Jerry Lucas,  Ohio State Buckeyes
- 1962 - Jerry Lucas,  Ohio State Buckeyes
- 1963 - Art Heyman,  Duke Blue Devils
- 1964 - Gary Bradds,  Ohio State Buckeyes
- 1965 - Bill Bradley,  Princeton Tigers
- 1966 - Cazzie Russell,  Michigan Wolverines
- 1967 - Lew Alcindor,  UCLA Bruins
- 1968 - Elvin Hayes,  Houston Cougars
- 1969 - Lew Alcindor,  UCLA Bruins
- 1970 - Pete Maravich,  LSU Tigers
- 1971 - Austin Carr,  Notre Dame F. Irish
- 1972 - Bill Walton,  UCLA Bruins
- 1973 - Bill Walton,  UCLA Bruins
- 1974 - Bill Walton,  UCLA Bruins
- 1975 - David Thompson,  NCSU Wolfpack

- 1976 - Scott May,  Indiana Hoosiers
- 1977 - Marques Johnson,  UCLA Bruins
- 1978 -  Butch Lee,  Marquette G. Eagles
- 1979 - Larry Bird,  Ind. St. Sycamores
- 1980 - Mark Aguirre,  DePaul B. Demons
- 1981 - Ralph Sampson,  Virginia Cavaliers
- 1982 - Ralph Sampson,  Virginia Cavaliers
- 1983 - Ralph Sampson,  Virginia Cavaliers
- 1984 - Michael Jordan,  N. Carol. Tar Heels
- 1985 - Chris Mullin,  St. John's R. Storm
- 1986 - Walter Berry,  St. John's R. Storm
- 1987 - David Robinson,  Navy Midshipmen
- 1988 - Hersey Hawkins,  Bradley Braves
- 1989 - Danny Ferry,  Duke Blue Devils
- 1990 - Lionel Simmons,  La Salle Explorers
- 1991 - Shaquille O'Neal,  LSU Tigers
- 1992 - Jim Jackson,  Ohio State Buckeyes
- 1993 - Calbert Cheaney,  Indiana Hoosiers
- 1994 - Glenn Robinson,  Purdue Boilermakers
- 1995 - Joe Smith,  Maryland Terrapins
- 1996 - Ray Allen,  UConn Huskies